# Сікору
Сікору (порт. Cicouro; МФА: [si.ˈko.ɾu]) — парафія в Португалії, у муніципалітеті Міранда-ду-Дору. Розташована в північно-східній частині країни, на теренах історичної португальської провінції Трансмонтана. Входить до складу округу Браганса. За адміністративним поділом, чинним до 1976 року, терени парафії були складовою провінції Трансмонтана і Верхнє Дору. Належить до Брагансько-Мірандської діоцезії Католицької церкви. Патрон — Іван Хреститель. Площа — 14,8377 км². Населення — 95 ос. (2011). Слабо урбанізований регіон. Густота населення — 6,4 осіб/км²
. Код — 040602.

## Населення
| Кількість мешканців | Кількість мешканців | Кількість мешканців | Кількість мешканців | Кількість мешканців | Кількість мешканців | Кількість мешканців | Кількість мешканців | Кількість мешканців | Кількість мешканців | Кількість мешканців | Кількість мешканців | Кількість мешканців | Кількість мешканців | Кількість мешканців |
| ------------------- | ------------------- | ------------------- | ------------------- | ------------------- | ------------------- | ------------------- | ------------------- | ------------------- | ------------------- | ------------------- | ------------------- | ------------------- | ------------------- | ------------------- |
| 1864                | 1878                | 1890                | 1900                | 1911                | 1920                | 1930                | 1940                | 1950                | 1960                | 1970                | 1981                | 1991                | 2001                | 2011                |
| 721                 | 718                 | 788                 | 770                 | 727                 | 677                 | 729                 | 265                 | 295                 | 258                 | 177                 | 124                 | 118                 | 105                 | 95                  |